# Miyama-Zero
Miyama-Zero (みやま零, n. 20 de marzo de 19xx) es el pseudónimo de quien ha ilustrado varios mangas japoneses, entre los que destacan High School DxD o Oda Nobuna no Yabō.  Comenzó ilustrando eroge, más tarde ilustró juegos de cartas y novela ligera. También usa como apodo "Stray Moon".